# Lomana LuaLua
Lomana LuaLua (ur. 28 grudnia 1980 w Kinszasie) – piłkarz Demokratycznej Republiki Konga, grający na pozycji napastnika.
Jest wychowankiem klubu Colchester United, a następnie występował w Newcastle United. W latach 2004–2007 występował w innym angielskim klubie, Portsmouth F.C. W sierpniu 2007 przeszedł do greckiego Olympiakosu Pireus za sumę 2,8 miliona funtów (4,1 miliona euro). Podpisał trzyletni kontrakt, a w Alpha Ethniki zadebiutował we wrześniowym meczu z Panathinaikosem Ateny, zremisowanym 0:0. W 2008 roku został zawodnikiem katarskiego klubu Al-Arabi.
5 lipca 2010 podpisał dwuletni kontrakt z Omonią. Następnie grał w Blackpool, a w 2012 roku został zawodnikiem Karabüksporu.